# 水吼镇
水吼镇，是中华人民共和国安徽省安庆市潜山市下辖的一个乡镇级行政单位。

## 行政区划
水吼镇下辖以下地区：
水吼村、横中村、割肚村、高峰村、梅寨村、风光村、驾雾村、程湾村、马潭村、天堂村、天柱村、三里村、黄龛村和和平村。